# Taita-Feinsänger
Der Taita-Feinsänger (Apalis fuscigularis) ist ein seltener Singvogel aus der Gattung der Feinsänger (Apalis). Er ist endemisch in den Taita Hills in Kenia.

## Beschreibung
Der Taita-Feinsänger galt bis 1994 als Unterart des Halsband-Feinsängers (Apalis thoracica). Er erreicht eine Länge von 14 bis 16 Zentimetern. Die Oberseite ist schiefergrau. Die Flügel und der Schwanz sind dunkelgrau. Kehle und Brust sind schwarz. Der Bauch ist weiß bis schmutzigweiß. Die Augen sind silbrigweiß. Sein Ruf besteht aus einem sich wiederholenden pillipp pillipp.

## Vorkommen
Das Vorkommen des Taita-Feinsängers ist auf vier Waldfragmente in Ngangao, Chawia, Fururu und Vuria im Dabida-Massiv in den Taita Hills beschränkt.

## Lebensweise
Der Taita-Feinsänger hält sich bevorzugt im Unterholz an den Rändern montaner Wälder auf. Er ist sehr gesellig und lebt paarweise oder in kleinen Familientrupps von vier bis sechs Individuen. Er ist territorial. Seine Nahrung besteht aus Fliegen, kleinen Wirbellosen, Beeren und Samen.

## Gefährdung
Waldrodungen haben den Lebensraum auf eine Gesamtfläche von 1,5 km² zusammenschrumpfen lassen. Eine weitere Bedrohung geht von der Aufforstung mit nicht heimischen Nutzhölzern aus. Die IUCN stuft die Art daher als „vom Aussterben bedroht“ (critically endangered) ein und schätzt den Gesamtbestand auf 50 bis 250 Exemplare.